# Klingenfänger
Klingenfänger ist eine Vorrichtung an unterschiedlichen Schutz- und Angriffswaffen. Die Klingenfänger findet man in verschiedenen Formen und Positionen an Schilden und Klingenwaffen. Sie dienen in allen Fällen dazu, eine gegnerische Klingen aufzufangen und festzuhalten. Der Zweck hierbei ist es, den Angriff des Gegners zu unterbrechen um selbst einen Gegenangriff (Riposte) auszuführen.

## Formen

### Schilde
Man findet die Klingenfänger oft an Fechtschilden aus Italien ab dem 16. Jahrhundert. Sie sind in verschiedenen Arten an den Schilden angebracht. Es gibt sie als flache Bänder, die horizontal und auf Stegen als Abstandshalter zur Schildoberfläche angenietet sind. Diese sind meist kreisförmig, dem Verlauf der Schildrundung angepasst, mittig oder nahe am Schildrand angebracht. Mittig am Schildbuckel können klingenartige mit tiefen Einschnitten oder auch einfache, hakenförmige Klingenfänger angebracht sein.

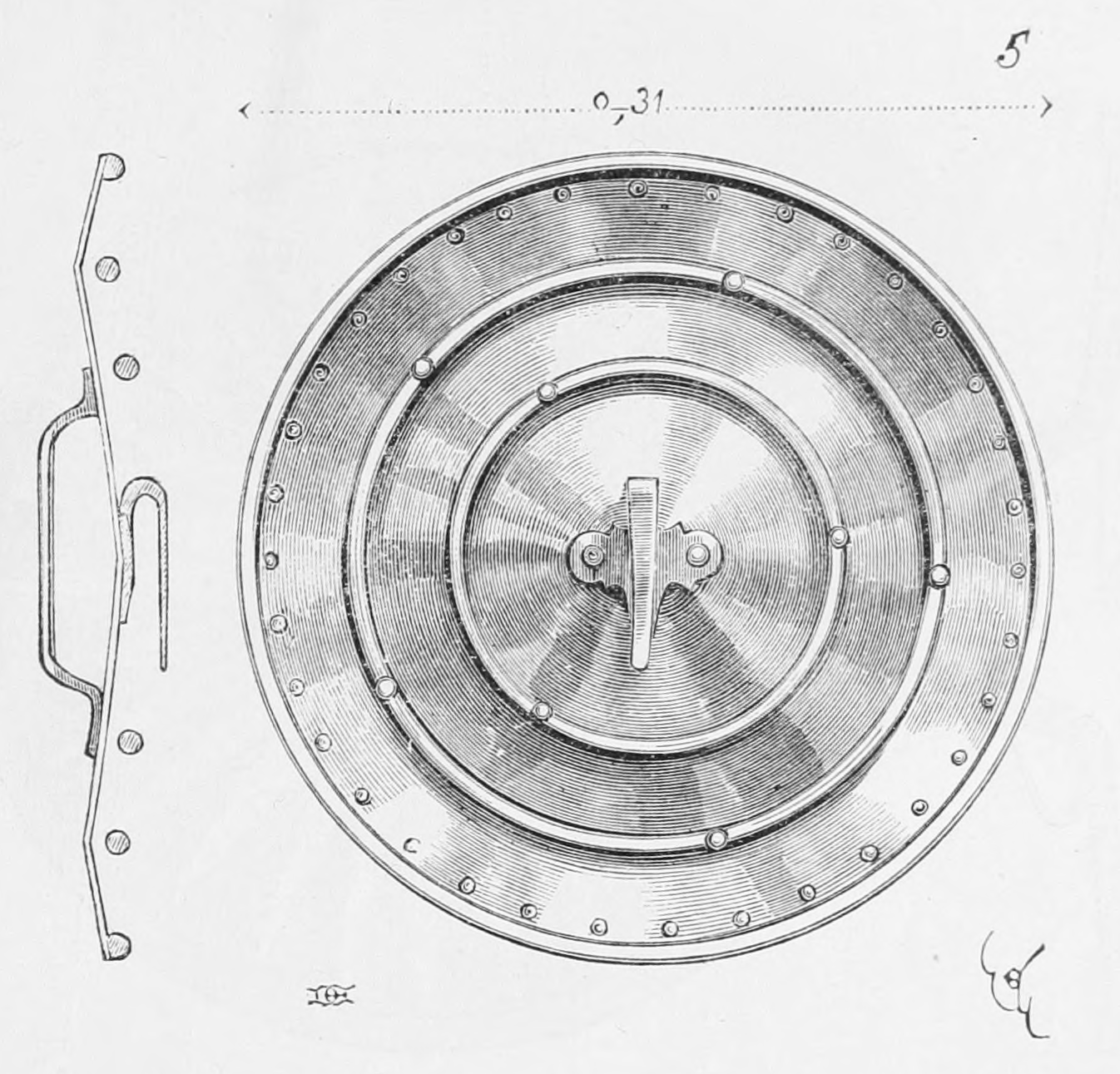
Schild mit einem hakenförmigen sowie als Ringe umlaufenden Klingenfängern
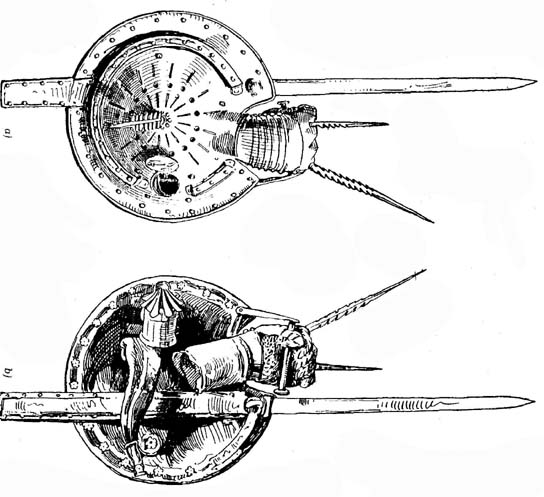
"Laternenschild" mit verschiedenen Klingenfängern

### Gefäße von Klingenwaffen
Bei fast allen Ausführungen der Degen- und Rapierkörbe dienen die verschlungenen Parierelemente nicht nur dem Schutz der Führhand, sondern ebenfalls als Klingenfänger. Die ausgearbeiteten Formen der Körbe erleichtern ein Verklemmen der gegnerischen Klinge, wodurch diese geblockt, festgehalten und ein Gegenangriff mit dem in der anderen Hand gehaltenen Parierdolch möglich wird.
Während gerade Parierstangen zum Abfangen und Ablenken der gegnerischen Klinge dienen, ermöglichen die abwärts gebogenen Parierstangen, durch eine Drehbewegung der eigenen Waffe die gegnerische Klinge einzuklemmen.
Bei Glockengefäßen kann der Rand umgebogen sein (Brechrand), was ihn zum effektiven Klingenfänger macht. Auch die oft dekorativ ausgeführten Durchbrüche am Stichblatt können zu dem Zweck verwendet werden.

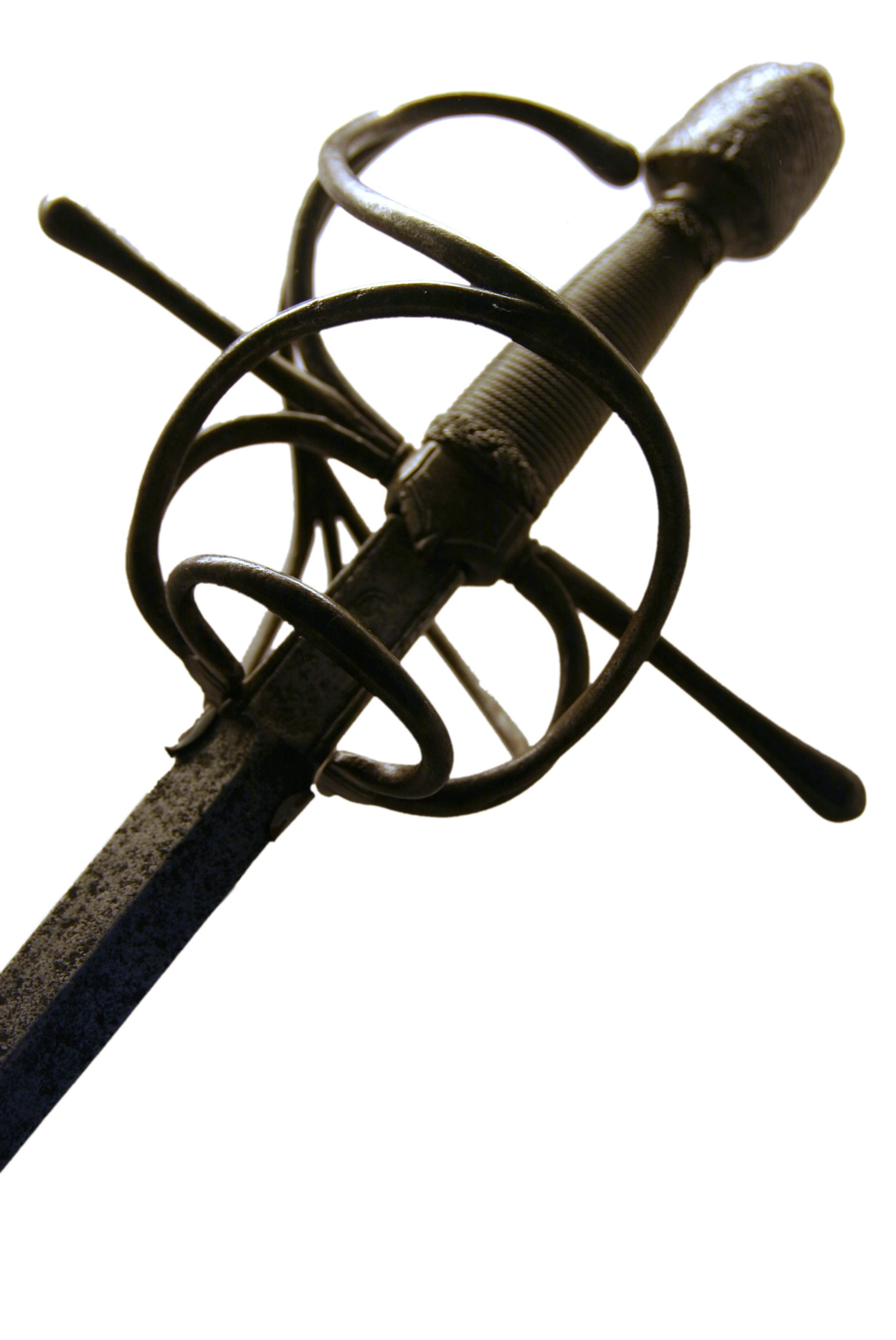
Fang-, Parier- und Schutzelemente an einem Rapierkorb
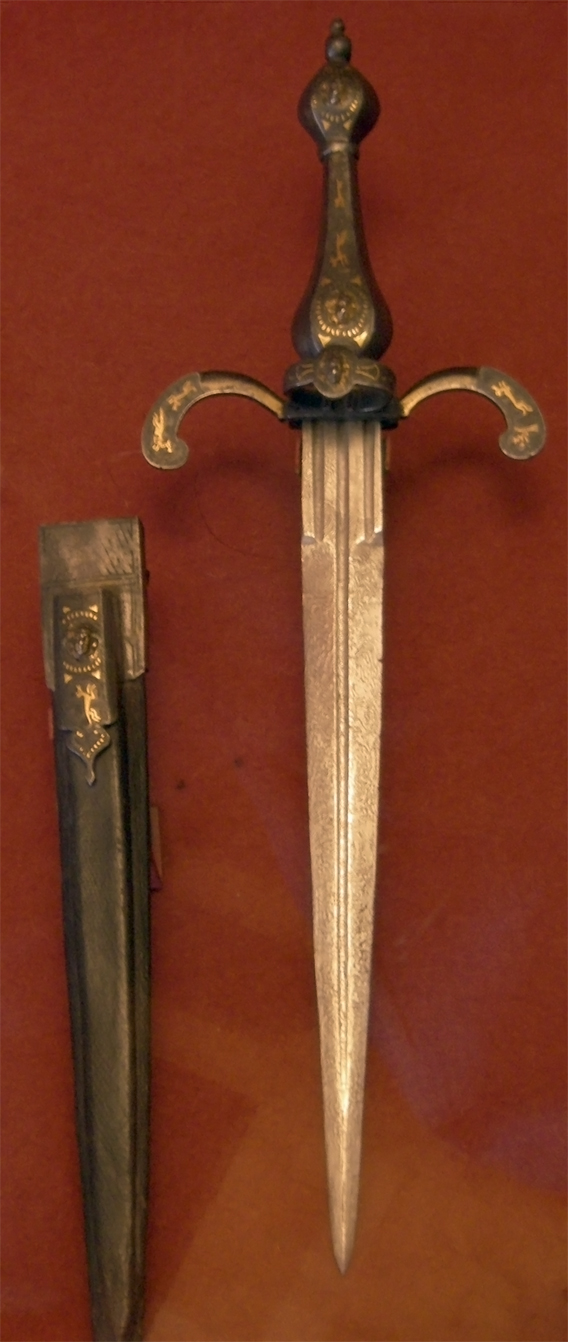
Parierdolch mit abgebogener Parierstange
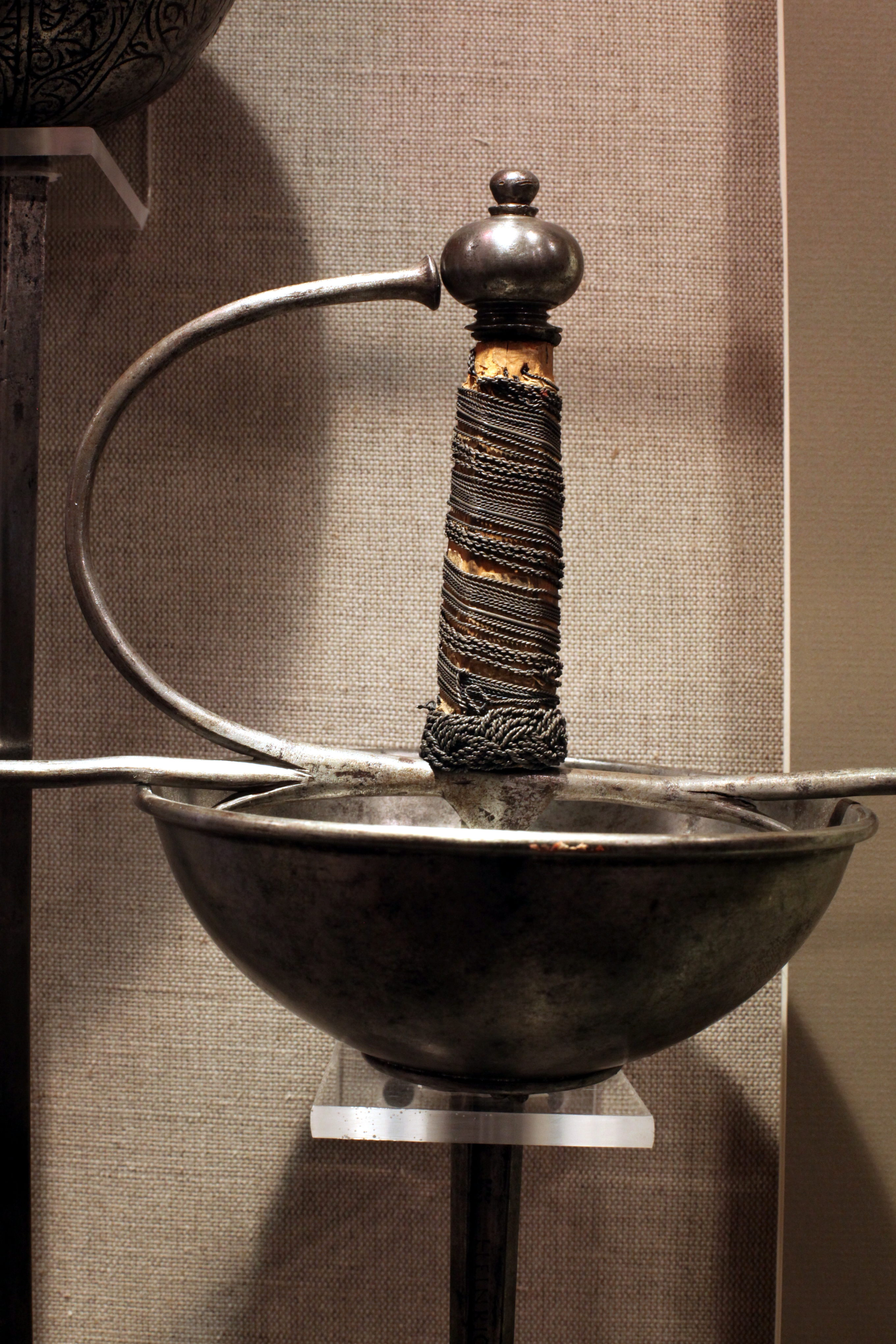
"Brechrand" an einer Rapierschale
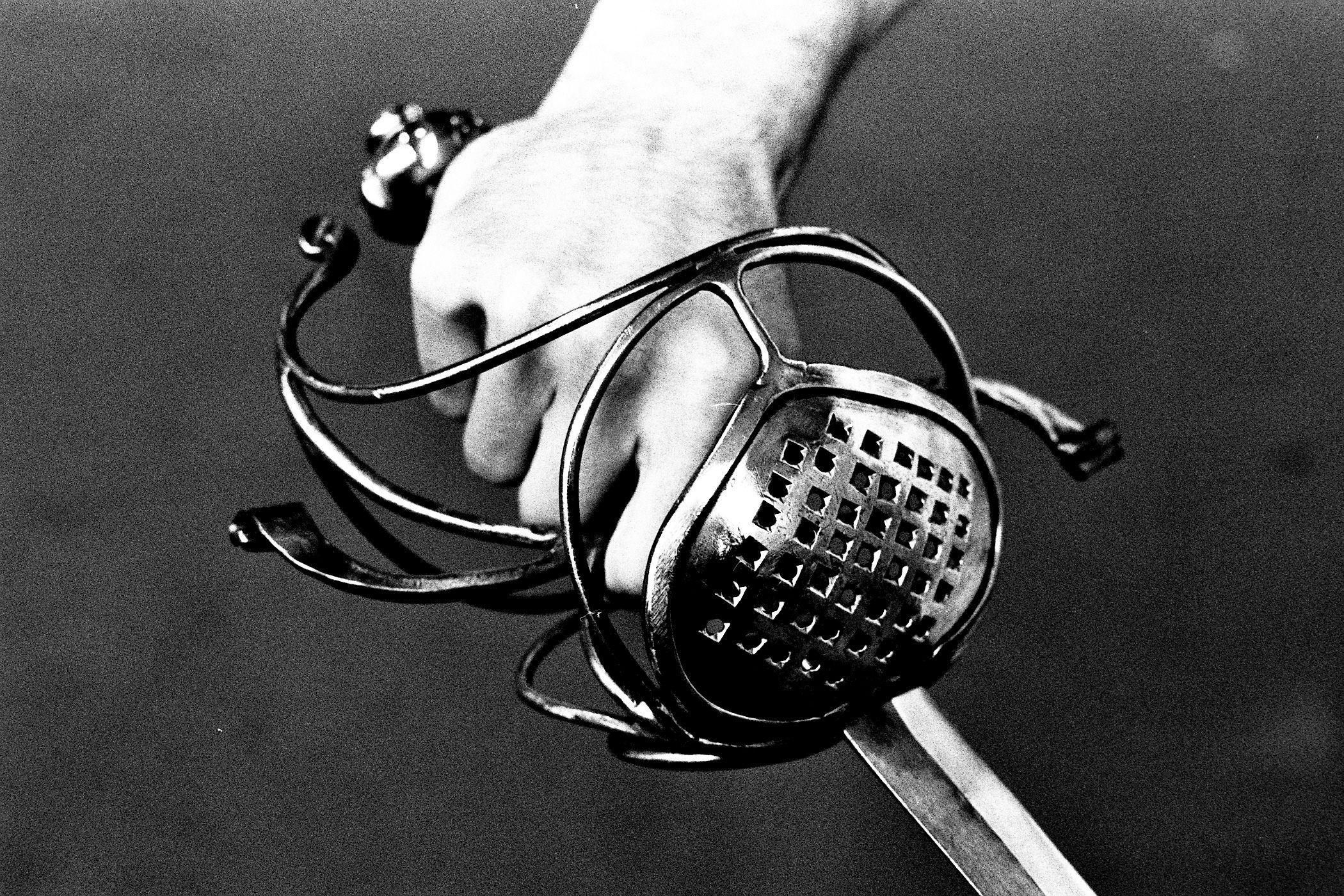
Durchbrüche am Stichblatt

### Parierdolche
Viele Parierdolche, auch "linke Hand" genannt, sind besonders dafür ausgelegt, die gegnerische Klinge zu fangen. Zusätzlich zu den Möglichkeiten des Fangens mit dem Gefäß sind einige mit speziellen Vorrichtungen zu diesem Zweck ausgestattet. Eine Form ist der Springklingendolch. Dessen aufklappbare Klingen dienen als Klingenfänger, bei dem die Klinge durch einfaches Drehen der Hand verklemmt werden kann. Eine andere Art sind vom Handschutz aus parallel zur Klinge verlaufenden Einschnitte an der Klingenbasis. Eine weitere Version ist der sogenannte Degenbrecher mit tiefen Einschnitten in der Klinge.

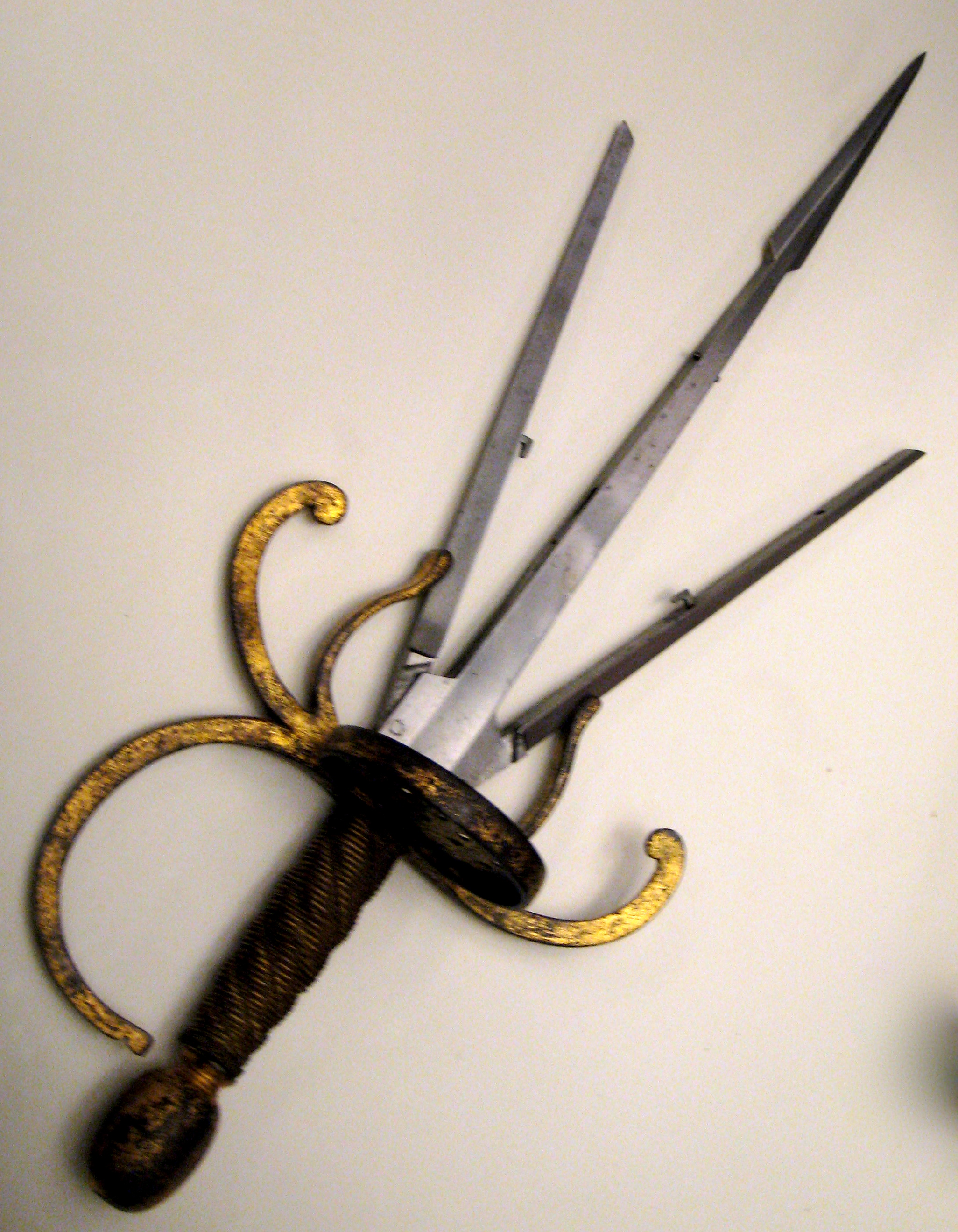
Geöffnete Klingen an einem Springklingendolch
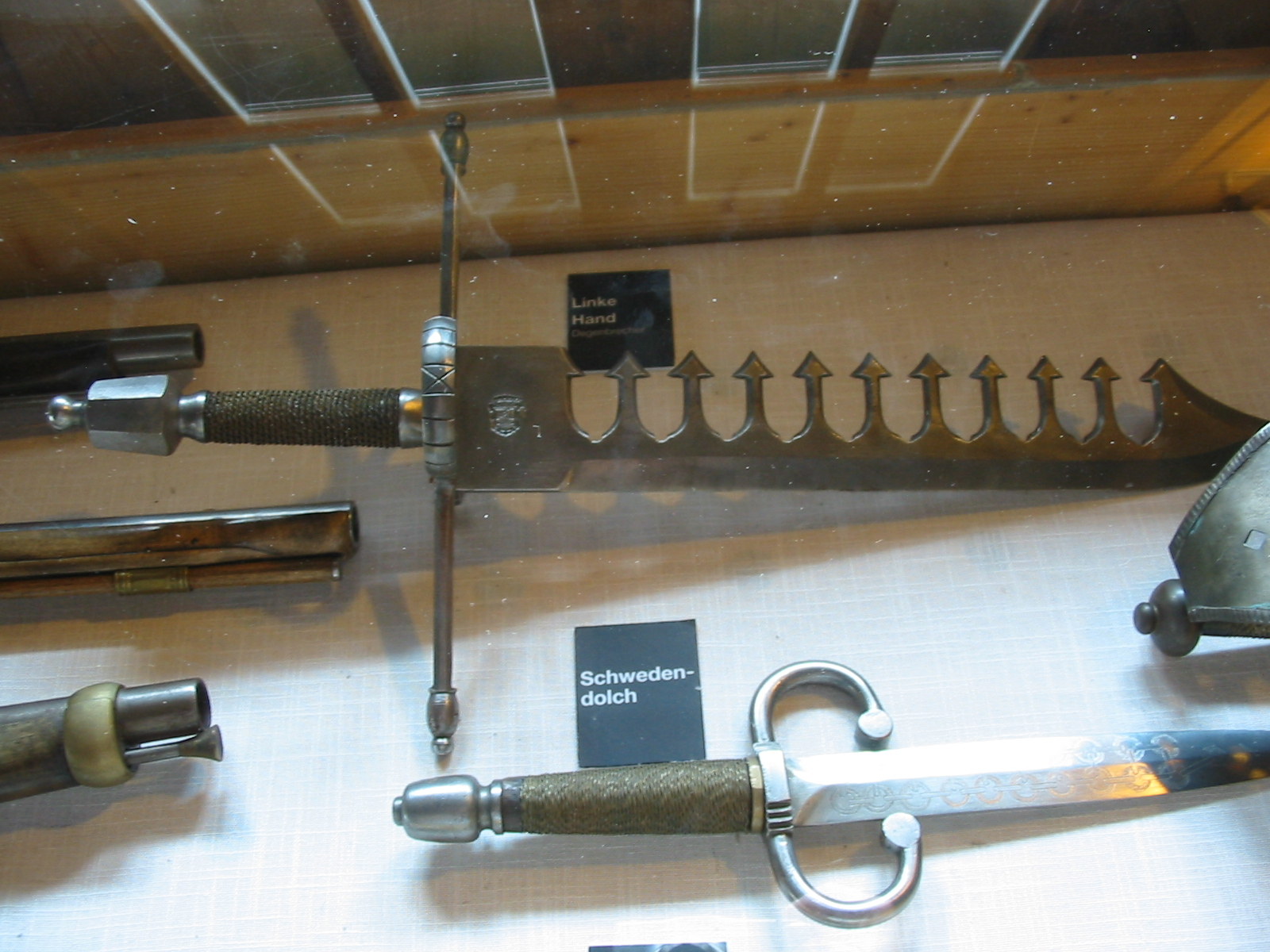
Degenbrecher
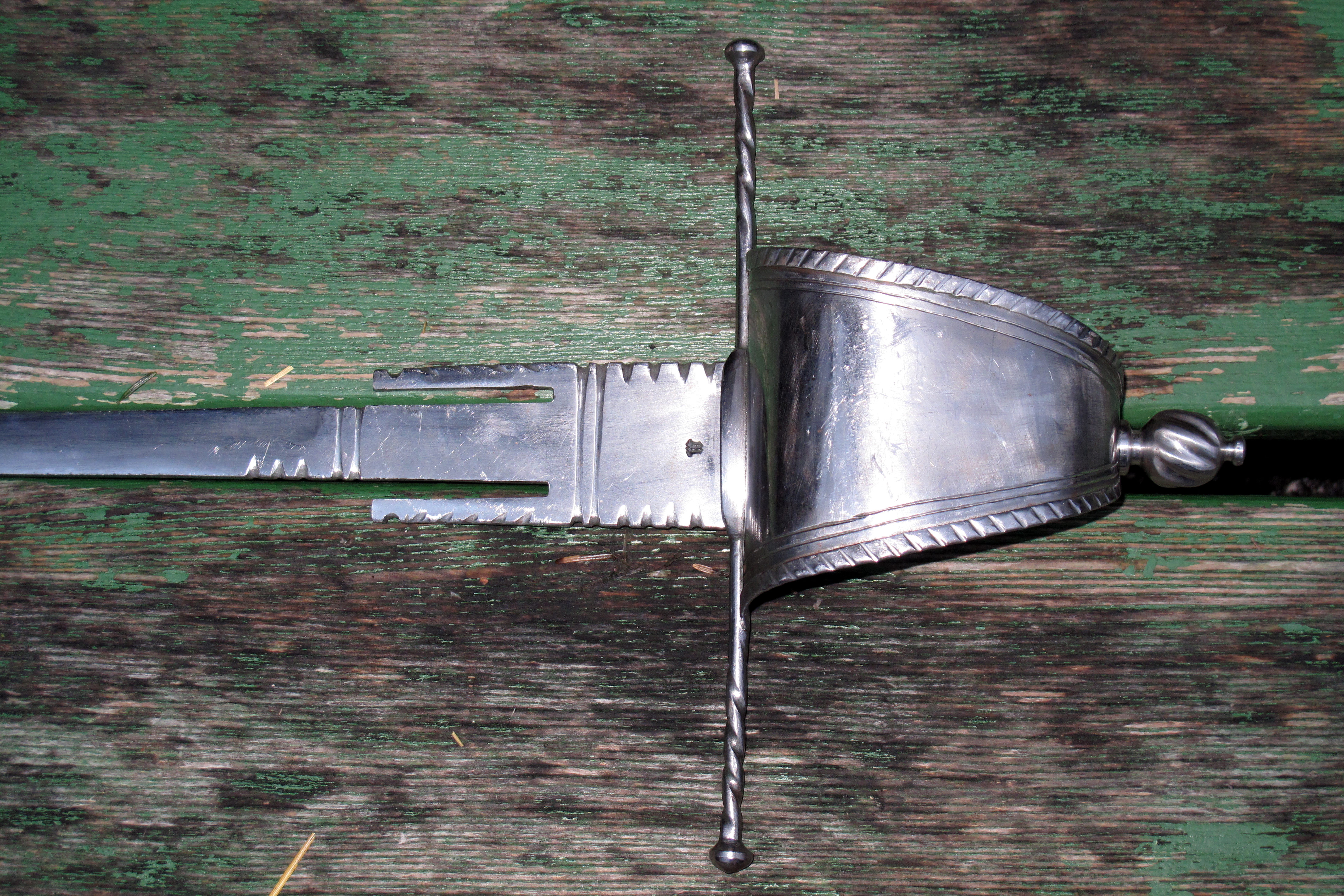
Einschnitte parallel zur Klinge

### Stangenwaffen
Manche Versionen der Glefe habe am Rücken einen aufwärts gerichteten Haken, welcher als Klingenfänger dient. Selten sind Springklingen wie beim Parierdolch auch an Stangenwaffen zu finden, die dort aber denselben Zwecken dienen. In Japan wird das Gegenstück zu den europäischen Klingenfängern oft an den Stangenwaffen (Yari) gefunden. Dort wird es "Hadome" genannt.

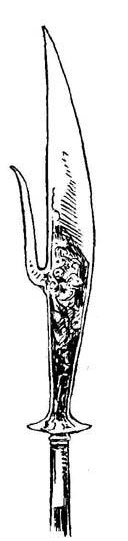
Klingenfänger an einer Glefe
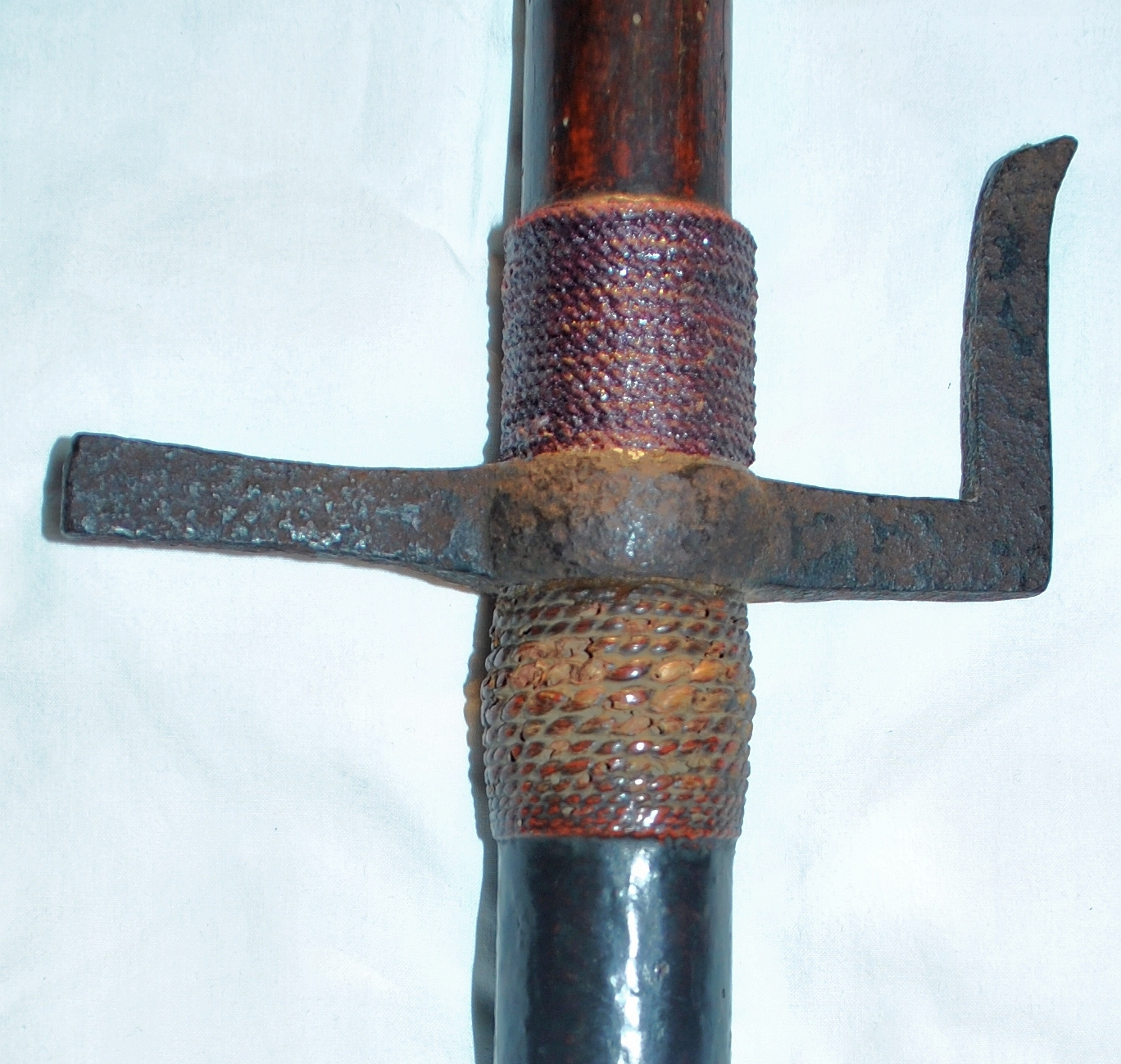
Klingenfänger an einer japanischen Stangenwaffe